# Умесакі Цукаса
Цукаса Умесакі (яп. 司 梅崎; нар. 23 лютого 1987, Ісахая, Японія) — японський футболіст, півзахисник клубу «Урава Ред Даймондс».
У минулому виступав за національну збірну Японії.

## Клубна кар'єра
Вихованець футбольної школи клубу «Ойта Трініта». Дорослу футбольну кар'єру розпочав 2005 року в основній команді того ж клубу, в якій протягом наступних трьох років взяв участь у 47 матчах чемпіонату. Більшість часу, проведеного у складі «Ойта Трініта», був основним гравцем команди.
Частину 2007 року провів у Франції, де на правах орендованого гравця провів декілька ігор за місцевий «Гренобль».
До складу клубу «Урава Ред Даймондс» приєднався 2008 року. Відтоді встиг відіграти за команду з міста Сайтама 200 матчів в національному чемпіонаті.

## Виступи за збірну
2006 року дебютував в офіційних матчах у складі національної збірної Японії.

## Титули і досягнення
- Переможець Ліги чемпіонів АФК: 2017
- Володар Кубка банку Суруга: 2017
- Володар Кубка Джей-ліги: 2016, 2018